# Pičaevo
Pičaevo (in russo Пичаево?) è un villaggio dell'oblast' di Tambov, in Russia; è il centro amministrativo del rajon Pičaevskij.
Si trova sul fiume Kašma, 100 km a nord-est di Tambov.